# دئوخنگسان
دئوخنگسان (به لاتین: Deokhangsan) یک کوه در کره جنوبی است که در کره جنوبی واقع شده‌است. دئوخنگسان ۱٬۰۷۰٫۷ متر بالاتر از سطح دریا واقع شده‌است.